# Frederick Charles Frank
Pour les articles homonymes, voir Frank.
Frederick Charles Frank (né le 6 mars 1911 à Port Natal, en Afrique du Sud, et mort le 5 avril 1998) est un physicien théoricien anglais, passé à la postérité pour ses recherches sur les dislocations dans les cristaux, et plus particulièrement le mécanisme des sources de Frank–Read ; mais il est également le concepteur du mécanisme chimique dit réaction cyclol (milieu des années 1930), et a apporté bien d'autres contributions à la physique de l'état solide, à la géophysique et a la théorie des cristaux liquides.

## Années de formation
Né en Afrique du Sud, il grandit en Angleterre où ses parents étaient retournés avant 1914. Il fréquente l'école élémentaire de Thetford, le lycée d'Ipswich puis étudie la chimie à Lincoln College (Oxford), et soutient sa thèse de doctorat au département des Sciences de l’ingénieur.

## Carrière académique
Jusqu'à la Seconde guerre mondiale, il se partage entre un laboratoire de physique à Berlin et l'université de Cambridge, où il mène des recherches sur la chimie des colloïdes. Au début de la guerre, il est affecté au centre expérimental de défense chimique à Porton Down, dans le Wiltshire ; mais dès 1940 (année où il épouse Maïta Asche.), il est transféré auprès de la Direction auxiliaire du Renseignement du Ministère de l'Air (Science) et y demeura jusqu'à la victoire. Ses états de service lui valent l'élévation au rang d'Officier de l'Order of the British Empire en 1946.
Après la guerre, il rejoint le Département de Physique de l’Université de Bristol pour y poursuivre des recherches en physique de l’état solide, mais il s’oriente très vite vers le problème des dislocations dans les cristaux. Ses travaux, menés avec Burton et Cabrera, concernent le rôle que jouent les dislocations dans la croissance des cristaux. Hormis les défauts cristallins, il étudie la rhéologie des polymères, la théorie des cristaux liquides, la convection du manteau terrestre ou l’origine de l’homochiralité biologique. Nommé maître de conférence en 1951, titulaire de la chaire Melville-Wills en 1954 puis de la chaire Henry Overton Wills, il devient enfin directeur du laboratoire H. H. Wills en 1969. Il prend sa retraite en 1976, mais continue d’assister aux conférences de l’université, partageant le reste de son temps entre l'écriture d'articles et sa correspondance avec des collègues tard dans les années 1990. Il assure la retranscription des manuscrits de Farm Hall relatifs à l'Opération Epsilon au-delà de ses 80 ans.

## Distinctions
Frank est élu Fellow of the Royal Society en 1954, Officier de l'Ordre de l'Empire britannique, membre de la Royal Society où il donne la traditionnelle Conférence Baker en 1973. Il est anobli en 1977, et est distingué docteur honoris causa de plusieurs universités.
En 1967 il est décoré de la médaille A. A. Griffith.
En 1994, il se voit décerner la plus haute récompense de la Royal Society : la médaille Copley, en reconnaissance de « ses contributions fondamentales à la théorie des édifices cristallins, en particulier le mécanisme de croissance des dislocations et ses conséquences sur les interfaces et l'épitaxie ; à la compréhension fondamentale des cristaux liquides et au concept de disclination ; enfin pour avoir étendu les critères de cristallinité aux édifices apériodiques. »